# Institut für Holz- und Papiertechnik
Das Institut für Holz- und Papiertechnik (IHP) war Bestandteil der Fakultät Maschinenwesen der Technischen Universität Dresden und ist am 1. Juli 2016 in das neugegründete Institut für Naturstofftechnik der gleichen Fakultät eingegangen. Das ehemalige IHP vereinte die Professur für Holztechnik und Faserwerkstofftechnik (André Wagenführ) und die Professur für Papiertechnik (Harald Grossmann). Zuletzt war André Wagenführ Direktor der Einrichtung. Seit 1. November 2015 war zudem Frank Miletzky, Technischer Vorstand und Sprecher des Vorstandes Papiertechnische Stiftung München, als Honorarprofessor für Papiertechnik am Institut tätig.
Die Schwerpunkte der Arbeit des Instituts lag vor allem in der Diplom- und Masterausbildung von Studenten unterschiedlicher Fakultäten der TU Dresden sowie anderer Einrichtungen auf dem Gebiet der Holztechnik, Faserwerkstofftechnik und Papiertechnik. Daneben wurden breite werkstoff- und verfahrenstechnische Forschungsgebiete zu den Themen Holz und Papier bearbeitet.
Durch den Wegfall der Professur für Papiertechnik zum 30. September 2016 gehen die Kompetenzen und Strukturen der Papiertechnik in Forschung und Lehre in die Professur für Holztechnik und Faserwerkstofftechnik ein und werden durch die Honorarprofessor für Papiertechnik fachlich unterstützt.